# Teodoro Benedetti

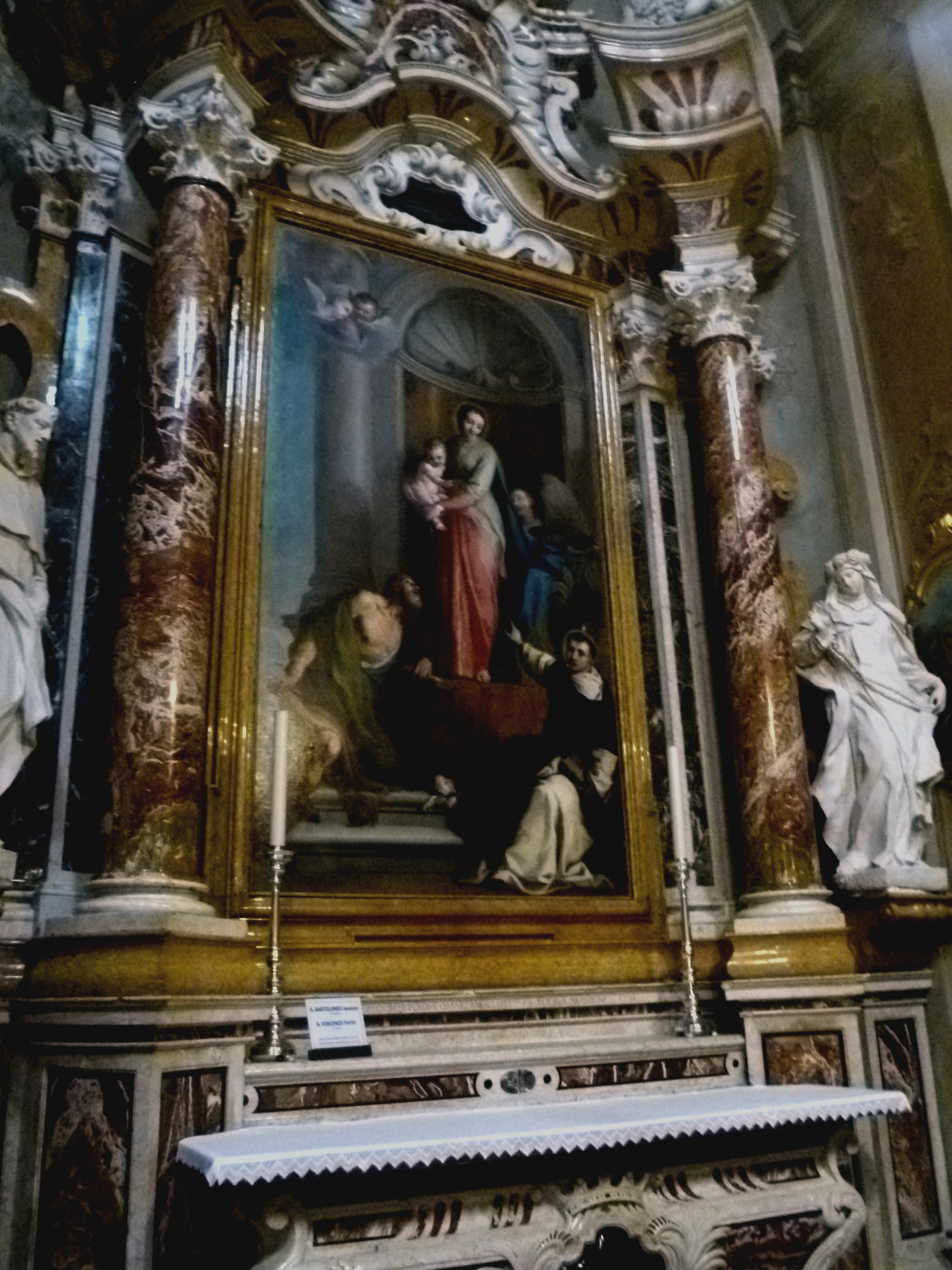
Altare della Chiesa di Santa Maria Assunta di Riva del Garda

Teodoro Benedetti (Castione, 13 novembre 1697 – Mori, 24 luglio 1783) è stato uno scultore e architetto italiano, ultimo membro illustre della famiglia Benedetti.

## Biografia

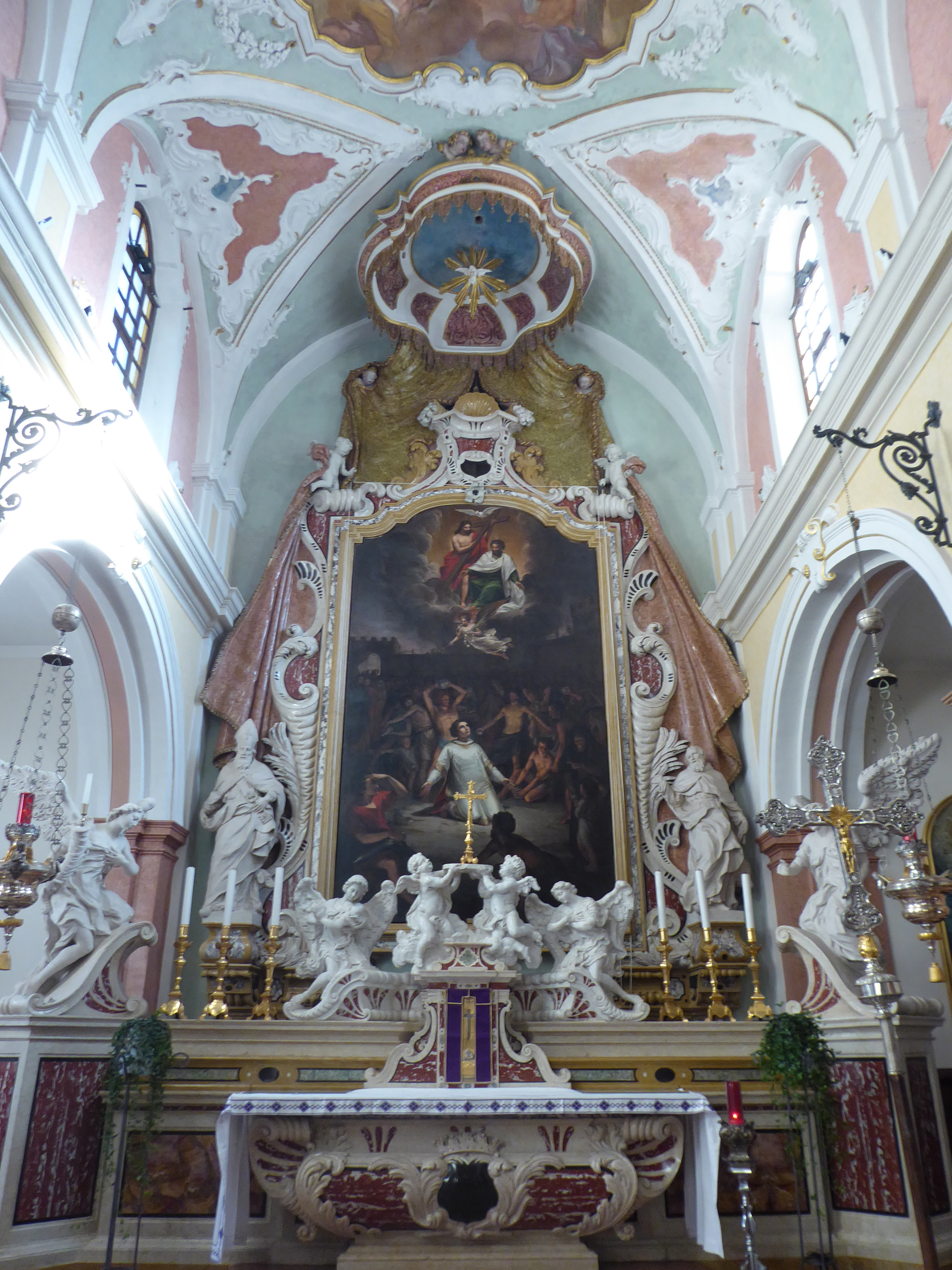
Altare maggiore, chiesa di Santo Stefano a Mori

Teodoro è nato in una famiglia di scultori e architetti. È stato discepolo e assistente del padre, Cristoforo Benedetti. Ha operato in tutto il Trentino, ma anche in Alto Adige, dove fu ad esempio fra gli architetti che hanno lavorato al Duomo di Bressanone. Durante la sua vita si esaurì il momento di massima diffusione del barocco in area tirolese, portando alla fine della carriera artistica della famiglia Benedetti, iniziata con suo bisnonno alla fine del Cinquecento. 

## Opere

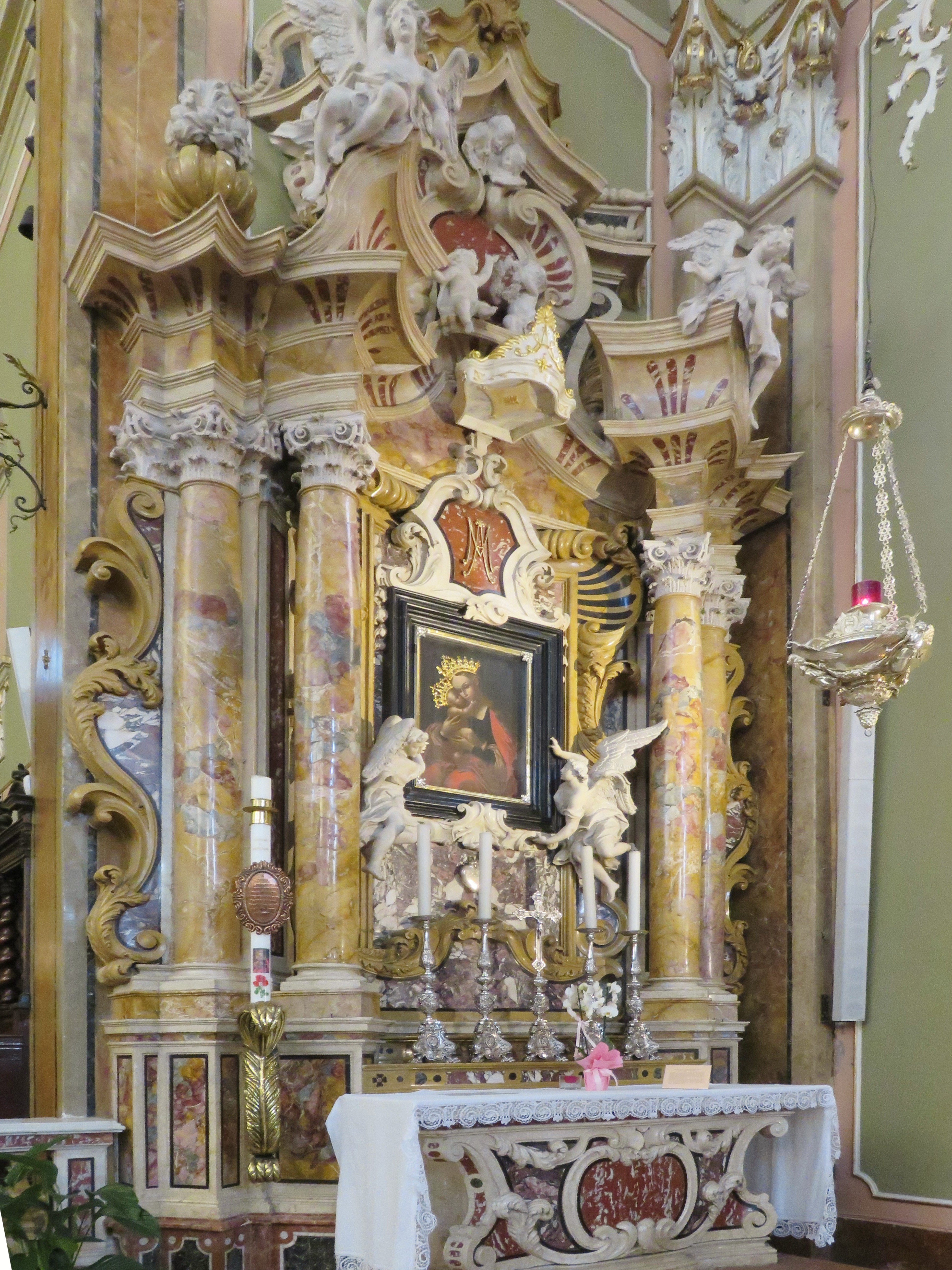
Altare della Madonna dell'Aiuto, chiesa arcipretale di San Marco a Rovereto

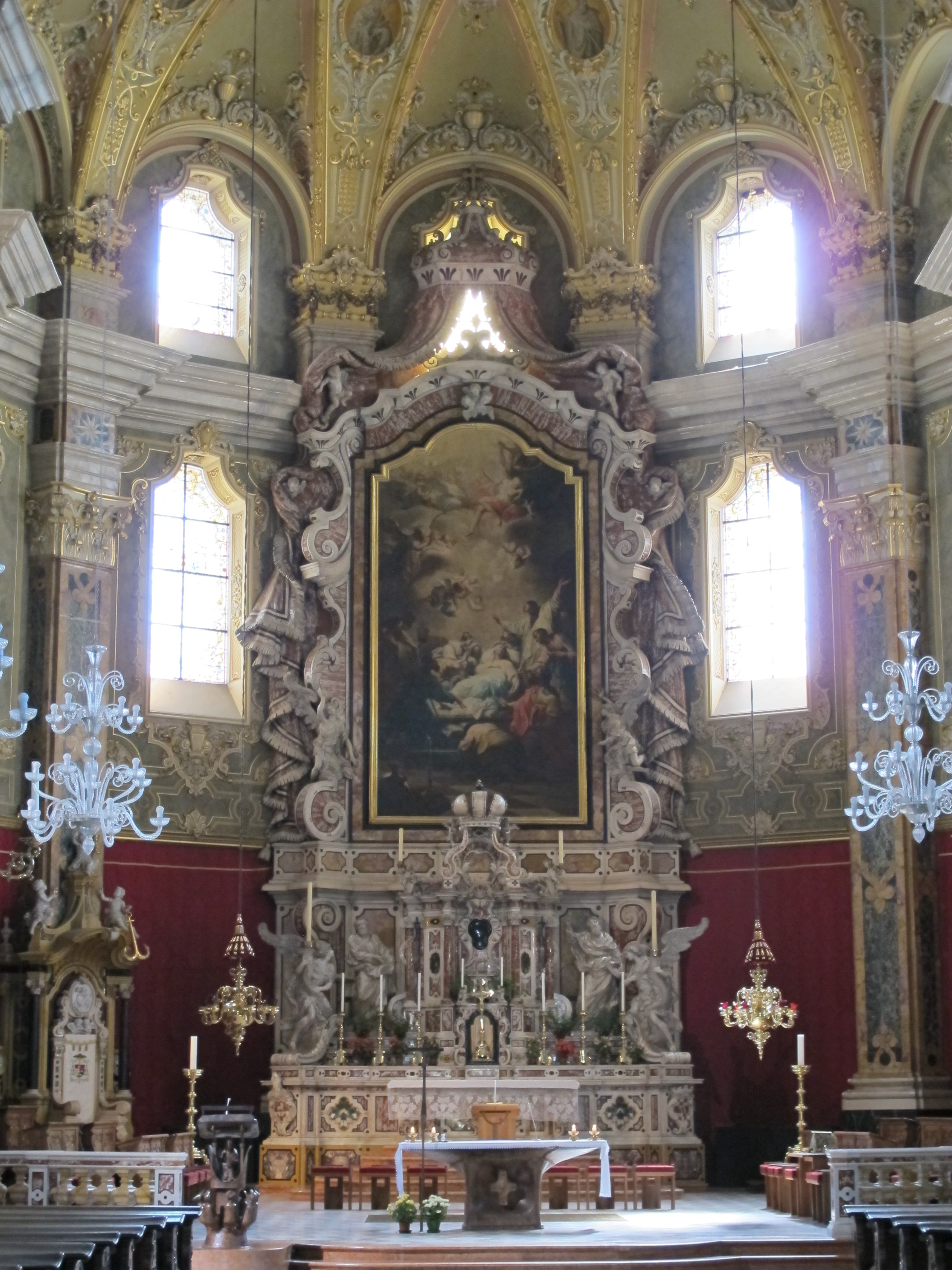
Altare maggiore, Duomo di Bressanone

- Tabernacolo; statue di San Girolamo e Sant'Antonio, 1722-1731, chiesa dell'Immacolata a Tenno. Il progetto dell'altare fu realizzato dal padre Cristoforo[3]
- statue di san Bonaventura e san Giovanni Nepomuceno - Chiesa di San Francesco Saverio, Trento
- sculture per l'altare maggiore della chiesa delle orsoline (forse 1735), passato nel 1811 alla chiesa arcipretale di Borgo Valsugana
- Altare maggiore (1732-1736), Cristo risorto (1736), chiesa di Santa Maria Assunta di Calavino[4]
- Altare di S. Anna e Altare di S. Francesco, 1736, altari laterali della chiesa dell'Annunziata a Trento. Nella stessa chiesa collaborò con il padre Cristoforo nella realizzazione dell'altare maggiore (1732)[5] e nel 1737 realizzò il pavimento a mosaico del presbiterio[6]
- Altare del Rosario, 1737, chiesa della Natività di Maria a Borgo Valsugana
- Altare maggiore, 1739, chiesa di Santa Maria Assunta a Vigo di Ton. L'altare appare come un omaggio al genio paterno: il modello è l'altare maggiore del Duomo di Innsbruck, scostandosi solo per ridurre il costoso apparato scultoreo ai due angioletti sulla cimasa[7]
- Altare maggiore, 1735-1745, chiesa di Santo Stefano a Mori. L'altare sostituì quello realizzato da Cristoforo Benedetti senior; gli angeli della mensa furono realizzati da Domëne Moling
- Altare della Madonna dell'Aiuto, 1741, chiesa arcipretale di San Marco a Rovereto. Gli angeli che sorreggono l'immagine di Maria, copia del quadro di Lucas Cranach il Vecchio, furono realizzati da Domëne Moling[8]
- Mensa dell'altar maggiore, 1743, abbazia di Novacella
- Altare maggiore, 1744, chiesa di Santa Maria Assunta a Caldaro sulla Strada del Vino, proveniente dalla chiesa dei Domenicani a Bolzano (1744)[9]
- Altare della Madonna del Rosario (1744) e Altare di San Filippo Neri (1744-1746), altari laterali della chiesa di Santa Maria Assunta a Riva del Garda. Il primo fu commissionato dalla famiglia Marzarolli, il secondo dal conte Capolini[8]
- Altare maggiore, 1746, chiesa di Santa Maria Maddalena a Preore (Tre Ville). Proviene dalla chiesa delle Salesiane a Rovereto, soppressa in epoca rivoluzionaria[8][10]
- Altare maggiore, 1749-50, chiesa di San Martino a Pilcante (Ala). Anche qui gli Angeli con cornucopia furono realizzati da Domëne Moling[11]
- Altare di San Bernardino da Siena, 1750 ca., chiesa arcipretale di San Marco a Rovereto[12]
- Antipendio, metà del Settecento, chiesa di Santa Maria del Carmine a Rovereto[13]
- Altare maggiore, 1747-1753, Duomo di Bressanone. Fatto erigere dal principe vescovo Kaspar Ignaz von Künigl, ha un tabernacolo ottagonale sormontato dalla corona vescovile. Ai lati ci sono le statue dei Santi Pietro e Paolo e due Angeli dello scultore Domëne Moling, la pala d'altare è opera di Michelangelo Unterperger
- Altare di San Giovanni Nepomuceno, 1756, Duomo di Bressanone
- Chiesa di Santa Maria Assunta, Villa Lagarina: progetto per il rivestimento in marmo dei dodici pilastri interni (1756-58)
- Altare maggiore, 1757-1768, chiesa di Santa Maria a Castelnuovo del Garda (acquistato nel 1813 dalla soppressa chiesa del Carmine a Desenzano del Garda). A partire dal 1763 fu aiutato da Sebastiano Aiardi e Antonio Giuseppe Sartori[14]
- Altare di Sant'Anna, 1761, chiesa di Loreto a Rovereto (progettato nel 1744)
- Altare maggiore, 1764-1768, chiesa di Santa Maria Assunta di Cles[15]
- altare della chiesa di San Rocco di Brentonico (1768)
- altari laterali della chiesa dei Santi Quaranta Martiri a Molina di Mori (1769)
- Chiesa di San Rocco, Brentonico: progetto del campanile (1769)
- Altare maggiore, 1775, chiesa di San Carlo Borromeo a Pergine Valsugana. L'esecutore fu il lapicida castionese Valentino Mazzurana[16]